# 天下の副将軍水戸光圀 徳川御三家の激闘
『天下の副将軍 水戸光圀 徳川御三家の激闘』（てんかのふくしょうぐん みとみつくに とくがわごさんけのげきとう）は、1992年1月2日にテレビ東京で放送された12時間超ワイドドラマ（のちの新春ワイド時代劇）である。主演は十二代目市川團十郎。全六部。

## 概要
歌舞伎の『極付幡随長兵衛』の長兵衛と水野十郎左衛門、『佐倉義民伝』（東山桜荘子）の木内宗五（第二部）、『伽羅先代萩』の基になった伊達騒動（第三部）や、『籠釣瓶花街酔醒』の佐野次郎左衛門と花魁八ツ橋（第五部）の話が盛り込まれている。

## キャスト
- 水戸光圀：市川團十郎
- やち（幼なじみ）：桜田淳子
- お久（光圀の母）：池内淳子（特別出演）
- 徳川頼房：高橋悦史
- 佐々木介三郎：堤大二郎
- 渥美格之丞：目黒祐樹
- 愛洲友絵：大沢逸美
- 泰姫（光圀の正室、尋子）：守谷佳央理
- 柳生十兵衛：近藤正臣
- 徳川家綱：山下和哉→下元年世
- 由比正雪：柴俊夫
- 丸橋忠弥：大門正明
- 松平信綱：金田龍之介
- 木内宗五郎：石橋蓮司
- 水野成之：田中健
- 幡随院長兵衛：椎谷建治
- 伊達宗勝：西沢利明
- 原田宗輔：西田健
- 伊達安芸：滝田裕介
- 酒井忠清：神山繁
- 堀田正俊：大出俊
- 稲葉正休：楠年明
- 稲葉正利：幸田宗丸
- 藤井紋太夫：河原崎建三
- 三木之次：藤岡琢也
- 三木武佐：神崎愛
- 佐野次郎左衛門：田村高廣
- 井上玄桐：小島三児
- 朝日文左衛門：せんだみつお
- 平井権八：梨本謙次郎
- 小紫：高木美保
- 堀部安兵衛：勝野洋（日本テレビ年末時代劇 忠臣蔵でも堀部安兵衛を演じる)
- 紀伊国屋文左衛門：藤田まこと
- 八百屋お七：喜多嶋舞
- 小野川吉三郎：石黒賢
- 鄭成功：大林丈史
- 亮賢：北九州男（現・喜多九州男）
- お伝の方：山口朱美
- 松平頼重：水上保広
- 徳川義直：小笠原弘
- 徳川頼宣：高野真二
- 徳川光友：片岡十蔵（現：六代目片岡市蔵）
- 徳川光貞：三代目市川右之助
- 柳沢吉保：中尾彬
- 飯塚染子：今井里美
- 桂昌院：町田博子
- 徳川綱吉：柄本明
- 桔梗・さき：芦川よしみ
- 助川：片桐竜次
- 長丸：茂山逸平
- 中山備前守：真田健一郎
- 浅岡：波乃久里子
- 塩沢丹三郎：山内としお
- 松前鉄之助：原口剛
- 甚兵衛：山田吾一
- お蔦：賀田裕子
- お寅：井上ユカリ
- 色部半四郎：中原丈雄
- 小弥太：安藤一夫
- おやえ（八ッ橋）：南條玲子
- その他：桃山みつる、楠年明、早崎文司、松本竜介、仁科幸子
- ナレーション：柳生博

## 各部タイトル
- 第一部：幕府転覆の陰謀 由比正雪の乱
- 第二部：公儀隠密 柳生十兵衛死す
- 第三部：幼君・亀千代哀れ 伊達騒動
- 第四部：乱心!五代将軍綱吉
- 第五部：元禄騒然!生類憐みの令
- 第六部：逆臣覚悟!光圀最後の闘い

## 主題歌
- 堀内孝雄「遠き日の少年」

作詞：荒木とよひさ、作曲：堀内孝雄

## スタッフ
- 原作：大栗丹後『小説・水戸光圀』
- 原案・構成：吉田剛
- 脚本：吉田剛（1 - 2）、鈴木生朗（3）、安藤日出男（4）、田村多津夫（5）、下飯坂菊馬（6）
- 音楽：AXIS
- 監督：貞永方久（1、2）、奥村正彦（3、4）、高瀬昌弘（5、6）
- 題字：市川團十郎
- 殺陣：谷明憲
- 現像・テレシネ：IMAGICA
- 協力：水戸観光協会、水戸徳川家事務所
- チーフプロデューサー：江津兵太(テレビ東京)、桜林甫
- プロデュース：網野英夫、佐々木淳一
- 制作：遠藤慎(テレビ東京)、櫻井洋三
- 製作協力：京都映画
- 製作：テレビ東京、松竹株式会社